# Euzet
Euzet is een gemeente in het Franse departement Gard (regio Occitanie) en telt 271 inwoners (1999). De plaats maakt deel uit van het arrondissement Alès.

## Geografie
De oppervlakte van Euzet bedraagt 6,9 km², de bevolkingsdichtheid is 39,3 inwoners per km².

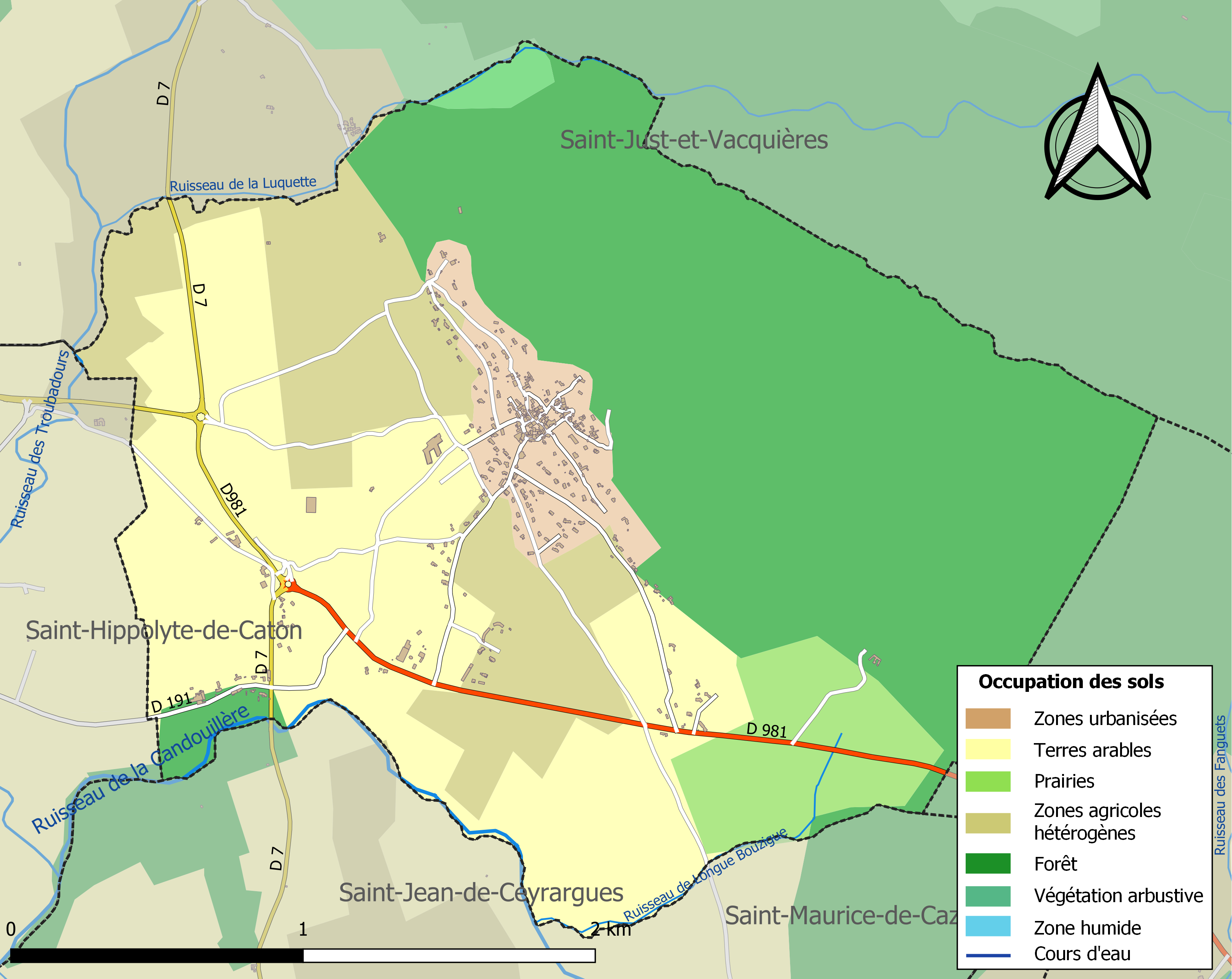
Kaart van de gemeente met de belangrijkste infrastructuur, bodemgebruik en omliggende gemeenten

## Demografie
Onderstaande figuur toont het verloop van het inwonertal (bron: INSEE-tellingen).